# 捞虾舞
捞虾舞（壮语：caemqceq dauzvaengz）是一种壮族民间歌舞艺术。这种舞蹈是古代流传下来的，原名“太平舞”，最早流行于德保县东安街，每逢佳节都有表演。后流行范围扩展至靖西一带。传说有个名叫珍姐的壮家姑娘，时常与姐妹们到浅水滩、小河旁去捕鱼捞虾，河边也常有小伙子们结伴钓鱼。他们常对唱山歌，互致问候，表达友谊和爱情。于是捞虾舞便流传了下来。1954年，德保县城关镇东安街业余壮剧队曾整理该舞，获全国群众业余文艺会演优秀节目奖。
舞蹈内容是通过描述捞虾钓鱼的过程，表现古代青年男女的恋爱生活。演出时首先两个青年男子一手拿钓鱼竿、鱼篓到河边钓鱼，然后出来四个青年女子，手拿捞网，腰绑鱼篓去捞虾。男自用山歌来向女子打招呼，女子也用山歌来回答，一面唱歌一面转动舞蹈，队形会变化数次。它的舞蹈动作有钓鱼、捞虾、追虾、围虾、泼水逗趣、摆动撒网等，同时配上僚亮歌声（歌词有一百多句，头两句一般是“开口唇红显黑牙，好像新开黄瓜花”），给人强烈的生活实感。